# Aerosvit

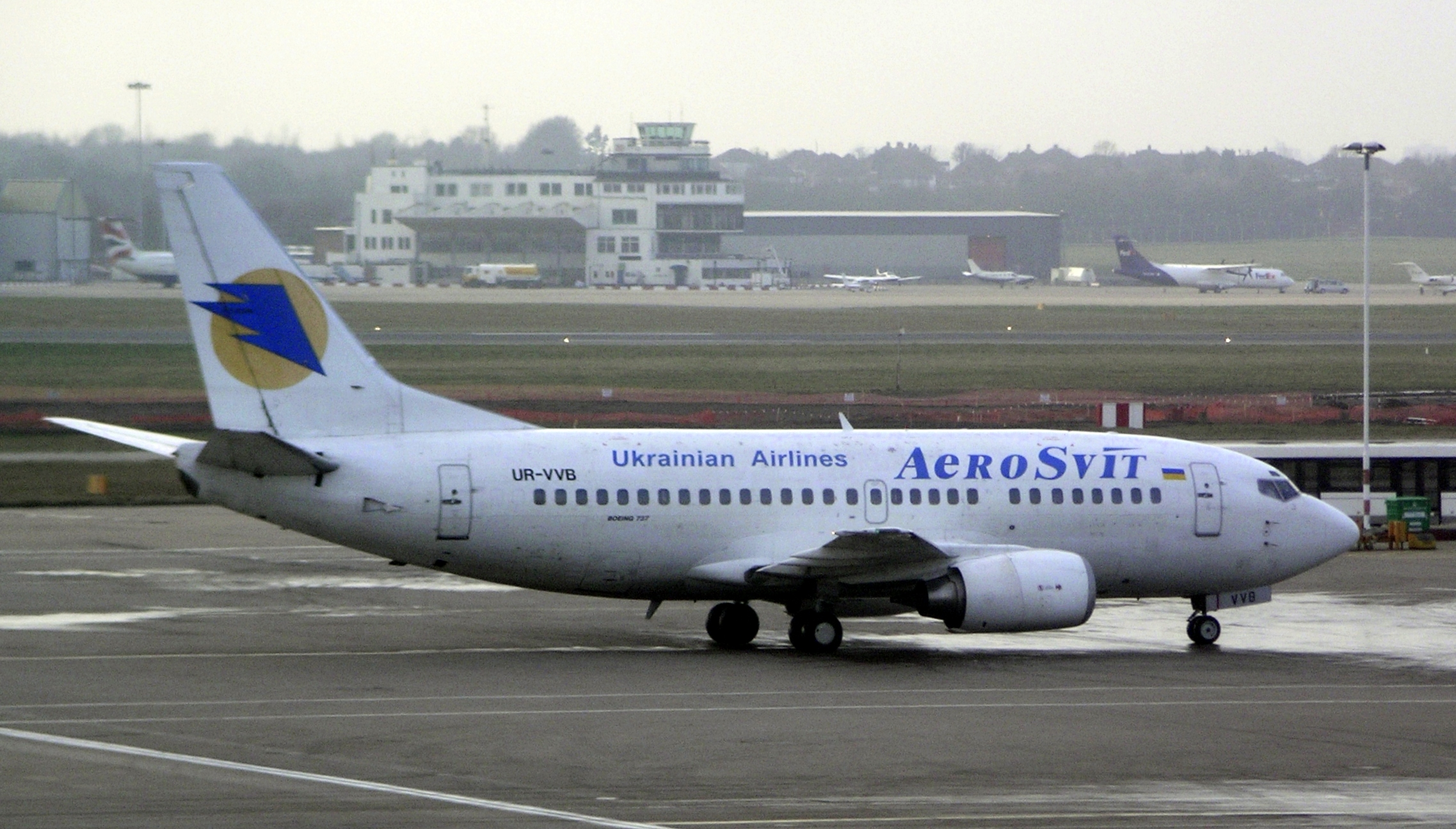
Boeing 737-500 nella livrea storica della Aerosvit.

La AeroSvit in ucraino АероСвіт? è stata la principale compagnia aerea ucraina con sede a Kiev e lo hub all'aeroporto di Kiev-Boryspil' fino alla bancarotta dichiarata a dicembre 2012 e conclusasi nella primavera successiva.

## Storia
La compagnia è stata fondata il 25 marzo 1994, e ha iniziato le attività nel mese di aprile 1994 con voli da Kiev a Tel Aviv, Odessa, Salonicco, Atene e Larnaca in collaborazione con Air Ukraine. Fino all'inizio del Nuovo Millennio amò fregiarsi anche della denominazione commerciale "Aerosweet Airlines".
Alla fine del 2012 la compagnia aerea Aerosvit ha dichiarato la bancarotta. Insieme a dei motivi economici con un debito stimato a circa 533 milioni USD sono stati ipotizzati i motivi politici della bancarotta che riguardavano il conflitto delle strutture sotto il controllo del figlio Aleksandr del Presidente dell'Ucraina Viktor Janukovyč ed l'ex-proprietario della compagnia aerea Aerosvit, il proprietario della Ukraine International Airlines e della più grande banca privata ucraina PrivatBank, il multimiliardario israeliano-ucraino Igor Kolomskij.

## Flotta
La compagnia aerea ucraina Aerosvit operava con la seguente flotta:
Corto raggio
- Antonov An-148-100
- Antonov An-158

Medio raggio
- Boeing 737-300
- Boeing 737-400
- Boeing 737-500

Lungo raggio
- Boeing 767-300ER

## Incidenti
Il 17 dicembre 1997 alle 21:13 (ora locale) il volo Aerosvit 241, operato con un Yakovlev Yak-42 da Odessa, Ucraina è precipitato a 72 km da Salonicco, Grecia; tutti i 62 passeggeri e gli 8 membri dell'equipaggio a bordo sono morti nell'incidente.